# Christopher Abbott

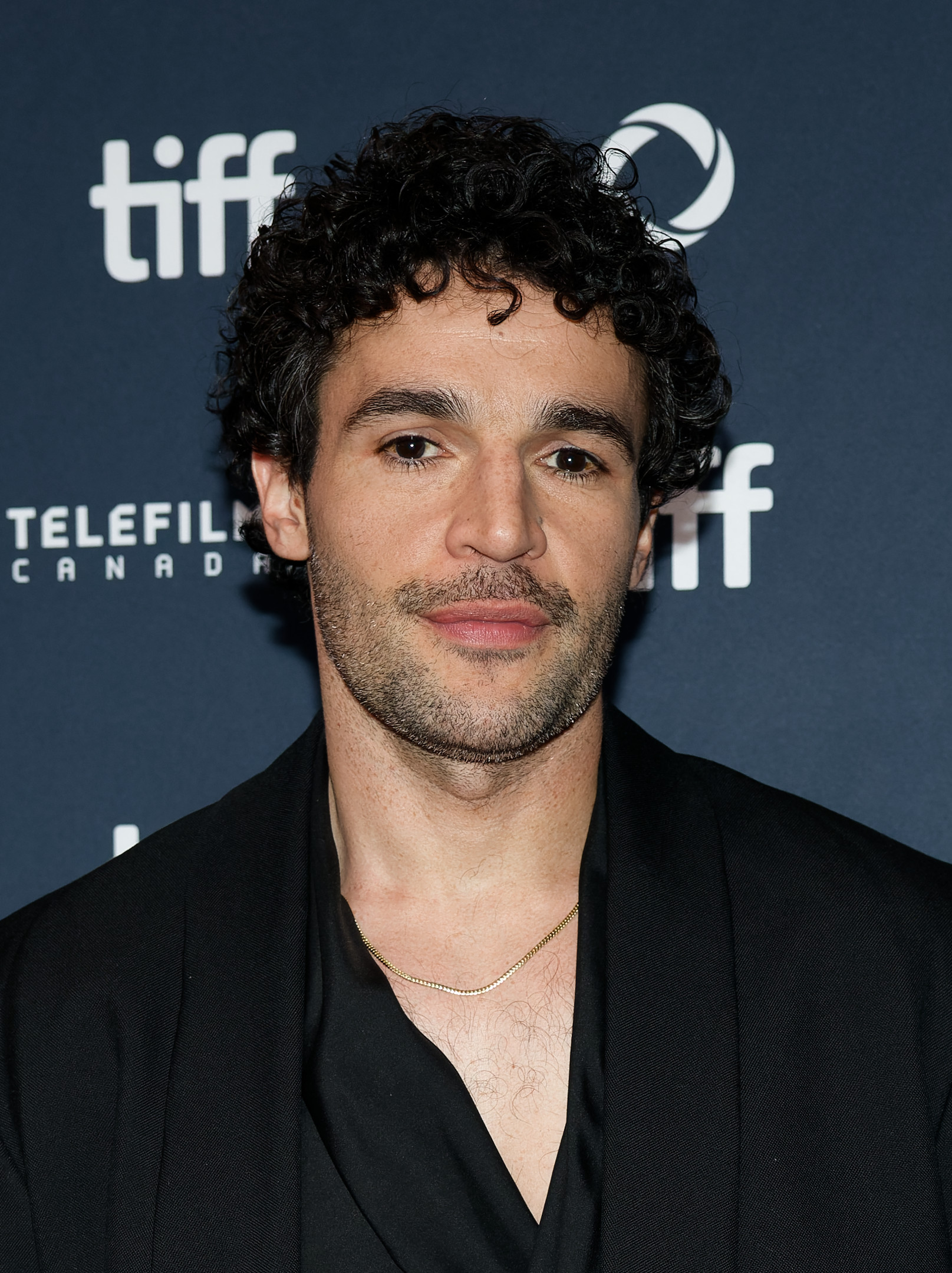
Christopher Abbott (2024)

Christopher Abbott (* 1. Februar 1986 in Greenwich, Connecticut) ist ein US-amerikanischer Schauspieler.

## Leben
Abbott zog 2006 zum Studieren an der Theaterschule HB Studio nach New York City. Ab 2008 spielte er erste Theaterrollen am Off-Broadway. 2011 erfolgte mit Martha Marcy May Marlene sein Spielfilm-Debüt, im selben Jahr spielte er in dem Broadway-Stück The House of Blue Leaves mit. In der Serie Girls mimte er ab 2012 die Figur Charlie Dattolo.
Speziell seine Darstellung des James White im gleichnamigen Film brachte ihm den Chlotrudis Award sowie zahlreiche Independent-Preis-Nominierungen ein. 2017 war er in der Serie The Sinner als Mason Tannetti zu erleben. 2018 spielte er den Astronauten David Scott in der Biografie Aufbruch zum Mond.
In der Adaption des Romanklassikers Catch-22 von Joseph Heller als Miniserie, die 2019 in Deutschland vom Streamingdienst Prime Video veröffentlicht wurde, übernahm er die Hauptrolle als Yossarian.

## Privat
Seit 2016 ist er mit Olivia Cooke liiert.

## Filmografie (Auswahl)
- 2011: Martha Marcy May Marlene
- 2012: Hello I Must Be Going
- 2012: Art Machine
- 2012–2016: Girls (Fernsehserie, 13 Folgen)
- 2013: All That I Am
- 2014: The Sleepwalker
- 2014: A Most Violent Year
- 2015: James White
- 2015: Criminal Activities
- 2016: Whiskey Tango Foxtrot
- 2016: Katie Says Goodbye
- 2017: It Comes at Night
- 2017: Sweet Virginia
- 2017: The Sinner (Fernsehserie, 8 Folgen)
- 2018: Tyrel
- 2018: Piercing
- 2018: Aufbruch zum Mond (First Man)
- 2019: Catch-22 (Fernsehserie, 6 Folgen)
- 2019: Full-Dress
- 2020: Possessor
- 2020: The World to Come
- 2020: Black Bear
- 2021: Denen man vergibt (The Forgiven)
- 2022: Sanctuary
- 2023: Poor Things
- 2024: Swimming Home
- 2024: Bring Them Down
- 2024: Kraven the Hunter
- 2025: Wolf Man